# Josef Ferdinand Menke
Josef Ferdinand Menke (* 21. April 1913 in Büren/Westfalen; † 16. Mai 1995 Glücksburg) war ein deutscher Ingenieur und Physiker. Sein Spezialgebiet war die Infrarot-Technologie.

## Leben
Menkes Eltern waren der Kaufmann Anton Menke und dessen Frau Katharina Maria, geb. Wellen. Josef Ferdinand Menke besuchte das Mauritius-Gymnasium in Büren und studierte ab 1936 Elektrotechnik an der Technischen Hochschule in Hannover. Von 1939 bis 1941 arbeitete er bei Siemens, bevor er sich 1941 mit einem Physikalischen Labor in Zoppot selbstständig machte. Nach dem Zweiten Weltkrieg stand er auf der sog. Osenberg-Liste derjenigen Forscher, welche die Siegermächte für ihre eigene Forschung gewinnen wollten. Da er nicht bereit war, ins Ausland zu gehen, war ihm bis Mitte der 1950er Jahre die eigene Forschung verboten. 1949 ging Menke in die Schweiz, 1955 kehrte er nach Deutschland zurück, 1958 verlegte er sein in der Schweiz gegründetes Unternehmen Eltro vollständig nach Deutschland.
Er gründete in den 1960er Jahren die Menke-Sternwarte und das Menke-Planetarium in Glücksburg (Ostsee). Die Anlage ist das nördlichste Observatorium Deutschlands. Die Menke-Sternwarte wird von den Sternfreunden Flensburg-Glücksburg e.V. genutzt.
Wegen seiner Unterstützung der Astronomischen Institute in Bonn wurde er 1968 als „ein großer Freund der astronomischen Wissenschaften“ gewürdigt.
1969 zur Zeit der Mondlandung von Apollo 11 wurden mit der Sternwarte Flensburg und dem vorgelagerten Jensch-Coelostaten umfangreiche messtechnische Programme im Bereich des sichtbaren Lichtes und des Infrarot-Bereiches vorgenommen.
Menkes erfolgreiche Forschungen führten zu 32 Patenten, die von seiner Firma Elektro Optik wirtschaftlich ausgewertet wurden. Viele Messungen erfolgten zwischen dem Festland und einem eigenen Laborschiff und führten nebenbei zur Entwicklung und Patentierung des Menkematic-Faltpropellers. Außerdem modifizierte und verbesserte er die Bauform des Spinnakers.
Sein Engagement führte 1989 zur Gründung des ersten und bisher einzigen Planetariums der Republik Irland in Schull (County Cork).